# アラスカ航空軍団
アラスカ航空軍団（アラスカこうくうぐんだん Alaskan Air Command,AAC）はかつてアメリカ空軍に存在した組織。主要軍団レベルの組織であり、冷戦期においてソ連に対する早期警戒および防空任務を負っていた。

## 概要
1945年12月18日に第11空軍を改編し設立された。改編に伴い、航空軍レベルから主要軍団レベルに格上げされている。空軍参謀本部に直属するほか、アラスカ軍(Alaskan Command,ALCOM)の指揮も受ける。
アラスカ航空軍団は冷戦が激化するに伴い、経空脅威の増大が考慮され、重要性を増し1957年には200機の迎撃機を要し、戦略航空軍団の爆撃機に対する支援も行なっていた。大陸間弾道ミサイルの実用化に伴い、迎撃機の重要性は薄れたものの、継続的な配備は続けられた。ベトナム戦争後の軍縮により、1975年にアラスカ軍団は常設司令部を持たない統合部隊組織であるアラスカ統合任務部隊に改編され、AACもその傘下となった。しかし、アラスカ統合任務部隊は能力不足であったため、1989年にアメリカ太平洋軍のサブコマンドとしてアラスカ軍が再設立され、AACもそこに復帰している。間もなく、冷戦が終結しアラスカに対する脅威度が減少すると、1990年8月9日にアラスカ航空軍団は縮小・改編され、名称も再び第11空軍へとなった。

## 主要部隊
- 第10航空師団(10th Air Division)
- 第11航空師団(11th Air Division)